# ツノヒラムシ
ツノヒラムシ（Planocera reticulata）は、ヒラムシの一種。

## 解説
最大6cm。黄褐色の体に黒色の斑点がある。臓器が透けて見えるのも特徴。
世界中の海に生息し、砂地や岩の下などでみられる。